# Harstad Idrettslag Futsal
L'Harstad Idrettslag Futsal è stata una squadra norvegese di calcio a 5, con sede ad Harstad, facente parte della polisportiva Harstad Idrettslag.

## Storia
L'Harstad è stato incluso nella prima edizione della Futsal Eliteserie, nella stagione 2008-2009: il campionato, riconosciuto dalla Norges Fotballforbund, ha visto la partecipazione di 10 compagini. La squadra ha giocato la prima partita in questo torneo in data 29 novembre 2008, perdendo per 4-3 contro il Sandefjord. L'Harstad ha chiuso la stagione al 9º e penultimo posto in classifica, retrocedendo.

## Stagioni precedenti
- 2008-2009